# 백데이팅
백데이팅(backdating)은 스톡옵션을 소급해 적용하는 것이다.
미국에서 많이 행해진다.
예를 들어, 어느 회사에서 12월 31일에 사장에게 스톡옵션 10만주를 부여하고 5년뒤에 행사할 수 있도록 결의했다고 하자. 12월 31일에 이 회사 주가는 3만원이었다. 그런데 스톡옵션 기준 날짜를 주가가 2만5천원으로 바닥을 쳤던 9월로 정한다면, 스톡옵션 부여 시점에 이미 5억원의 이익이 보장되는 것이다.
백데이팅은 필요한 인력을 유인하는 유효한 수단으로, 구체적인 사안에 따라 합법적일 수도 위법일 수도 있다.
보통 문제가 되는 것은 투명성이다.

## 스톡옵션 스캔들
2004년 미국 아이오와대의 에릭 리가 1992년부터 2002년까지 경영진에 부여한 스톡옵션 사례를 연구하여, 그중 일부가 소급 조작된 혐의가 있음을 밝혔다.
이후 증권거래위원회(SEC)와 법무부, 뉴욕 등 주검찰의 조사가 이어지고, 각 기업 내부 감사도 이루어지고 있다.
증권거래위가 조사하고 있는 기업은 100곳이 넘는다.

## 참조
- 김선태, 〈변칙회계 기승… 백데이팅 밥먹듯〉[깨진 링크(과거 내용 찾기)], 한경비즈니스, 2006-08-04.
- 조태진, 〈최근 미국의 스톡옵션 관련 스캔들에 대하여〉, 딜로이트 안진회계법인, 2006-11-17.